# Gastrozona quadrivittata
Gastrozona quadrivittata är en tvåvingeart som beskrevs av Wang 1992. Gastrozona quadrivittata ingår i släktet Gastrozona och familjen borrflugor. Inga underarter finns listade i Catalogue of Life.